# Copadichromis geertsi
Copadichromis geertsi är en fiskart som beskrevs av Konings, 1999. Copadichromis geertsi ingår i släktet Copadichromis och familjen Cichlidae. IUCN kategoriserar arten globalt som sårbar. Inga underarter finns listade i Catalogue of Life.